# DAF YP-408
Der DAF YP408 ist ein niederländischer vierachsiger Panzerwagen, bei dem die Achsen 1, 3 und 4 angetrieben sind. Die Lenkung erfolgt über die beiden vorderen Achsen. Das Fahrzeug hat einen Sechszylinder-Dieselmotor mit sechs Litern Hubraum und ein Fünfgang-Getriebe. Die ersten Prototypen entstanden in den späten 1950er-Jahren und die Serienproduktion begann 1963. In den Niederlanden wurde das Fahrzeug bis zum Ende der 1980er-Jahre eingesetzt. Die insgesamt etwa 750 gebauten Exemplare wurden in der Koninklijke Landmacht, in Surinam, im portugiesischen Heer und bis heute in der Militärpolizei der Força Aérea Portuguesa (portugiesische Luftwaffe) verwendet. Das Nachfolgemodell im niederländischen Heer ist der Schützenpanzer AIFV.
Der DAF YP408 ist kein Amphibienfahrzeug, kann aber Gewässer bis zu einer Tiefe von 1,20 m überwinden (Wattiefe). Ein ABC-Schutz ist nicht vorhanden.

## Varianten
1. YP408-PWI (Gr): Pantserwiel Infanterie Standaard (Groep): (Grundmodell, Mannschaftstransporter (Gruppe))
2. YP408-PWI (PC): Pantserwiel Infanterie Standaard (PelotonsCommandant) (Funk- und Führungsfahrzeug (Zugtrupp))
3. YP408-PWCO/Pantserwiel Commando (Führungsfahrzeug mit mehr Funk und Kartenausstattung)
4. YP408-PWGWT/Pantserwiel Gewondentransport (Verwundetentransporter)
5. YP408-PWV/Pantserwiel Vracht (Frachttransporter)
6. YP408-PWMR/Pantserwiel Mortier: (Artilleriefahrzeug mit 120-mm-Mörser)
7. YP408-PWAT/Pantserwiel Antitank (Grundmodell mit zusätzlicher Panzerabwehrwaffe TOW)
8. YP408-PWRDR/Pantserwiel Radar (mit Gefechtsfeldradar)